# سوزنجان (أرزوئية)
سوزنجان (بالفارسية: سوزنجان) هي قرية تقع في إيران في Arzuiyeh Rural District. يقدر عدد سكانها بـ 21 نسمة .